# Masalia chrysita
Masalia chrysita är en fjärilsart som beskrevs av Joannis 1910. Masalia chrysita ingår i släktet Masalia och familjen nattflyn. Inga underarter finns listade i Catalogue of Life.